# Ganoderma orbiforme
Ganoderma orbiforme är en svampart som först beskrevs av Elias Fries, och fick sitt nu gällande namn av Ryvarden 2000. Ganoderma orbiforme ingår i släktet Ganoderma och familjen Ganodermataceae.   Inga underarter finns listade i Catalogue of Life.